# Arkadi Avértxenko
Arkadi Avértxenko (rus: Аркадий Тимофеевич Аверченко)  (Sebastòpol, 15 de març de 1880 (Julià) - Nové Město, 12 de març de 1925), nom complet amb patronímic Arkadi Timoféievitx Avértxenko, fou un escriptor satíric rus, dramaturg i crític de teatre, editor de les revistes Satirikon, rus: Сатирикон (1908-1913) i Novi Satirikon, rus: Новый Сатирикон (1913) —1918).

## Biografia

### Vida abans de la Revolució Russa
Avértxenko va néixer el 27 de març de 1881 a Sebastòpol. Era el fill d'un pobre comerciant, Timofei Petróvitx Avértxenko i de Susanna Pàvlovna Sofronova, filla d'un soldat retirat de la regió de Poltava.
Avértxenko va completar només dos cursos al gymnasium, ja que, a causa de la pobra visió i la mala salut, no va poder estudiar durant molt de temps. Tanmateix, a mesura que passava el temps, la seva manca d'educació formal va ser compensada pel seu intel·lecte natural, com ha descrit l'escriptor Nikolai Breixko-Breixkovski.
Avertxenko va començar a treballar als 15 anys. Feu d'escriba menor a l'oficina de transport de Sebastopol. Va romandre allà durant un curt període, poc més d'un any, i posteriorment va descriure aquest període de la seva vida a l'irònica "Autobiografia", rus: Автобиографии, així com a la història "Sobre els vaixells de vapor", rus: О пароходных гудках.
El 1897, Avértxenko va marxar cap al Donbàs per treballar com a empleat a la mina de Brianka. Va treballar allí durant tres anys i més tard va escriure diverses històries sobre la vida a la mina, incloent "Al vespre", rus: Вечером i "Llamp", rus: Молния.
El 1903, als 22 anys, es va traslladar a Khàrkiv, on va aparèixer la seva primera història al diari Iujni Krai, rus: Южный край el 31 d'octubre.
Entre 1906 i 1907 va editar les revistes satíriques "Baioneta", rus: Штык i "Espasa", rus: Меч. Finalment, el 1907 fou acomiadat de la feina amb aquestes paraules: "Ets un bon home, però no serveixes per a res". Després d'això, el gener de 1908, Avértxenko va marxar cap a Sant Petersburg, on va aconseguir l'èxit de la seva carrera.
El 1908, Avértxenko es va convertir en secretari de la revista satírica "Libèl·lula", rus: Стрекоза (després reanomenada com a Satirikon) i el 1913 es va convertir en el seu editor. Durant molts anys, Avértxenko va treballar amb èxit com a membre del personal de la revista juntament amb moltes altres persones destacades, com Nadejda Teffi, Saixa Txorni i Aleksei Rémizov. Va ser allà on van aparèixer les seves més brillants històries còmiques.s. Durant la feina d'Avertxenko a Satirikon, aquesta revista es va fer molt popular, i prenent com a base les seves històries, es van representar obres de teatre en molts teatres del país
De 1910 a 1912, Avértxenko va viatjar més d'una vegada a Europa amb els seus amics i companys de feina al Satirikon (inclòs Aleksei Rémizov). Aquests viatges van servir a Avértxenko com una font rica per a la seva obra creativa, i va inspirar el seu llibre Expedició de satirikonaires a Europa Occidental, rus: Экспедиция сатириконцев в Западную Европу, que es va publicar el 1912. Avértxenko també va escriure moltes ressenyes de teatre sota diversos noms de ploma.
Després de la Revolució d'Octubre, tot va canviar dràsticament. El juliol del 1918, els bolxevics van tancar la revista Novi satirikon, juntament amb altres publicacions de l'oposició. Avértxenko i tot l'equip de la revista van prendre una posició negativa en relació amb el règim soviètic. Per tornar a la seva Sebastòpol natal (a la Crimea ocupada pels blancs), Avértxenko va haver de passar per nombrosos problemes, fent camí a través de Rússia i el territori ocupat per Alemanya a Crimea.
A partir de juliol de 1919, Avertxenko va treballar al periòdic Iug (més tard Iug Rossii), fent campanya per l'ajuda de l'exèrcit voluntari .
El 15 de novembre de 1920 Sebastòpol va ser capturat pels rojos. Alguns dies abans, Avértxenko havia tingut temps de fugir amb un vaixell de vapor cap a Constantinoble.

### Després de l'emigració

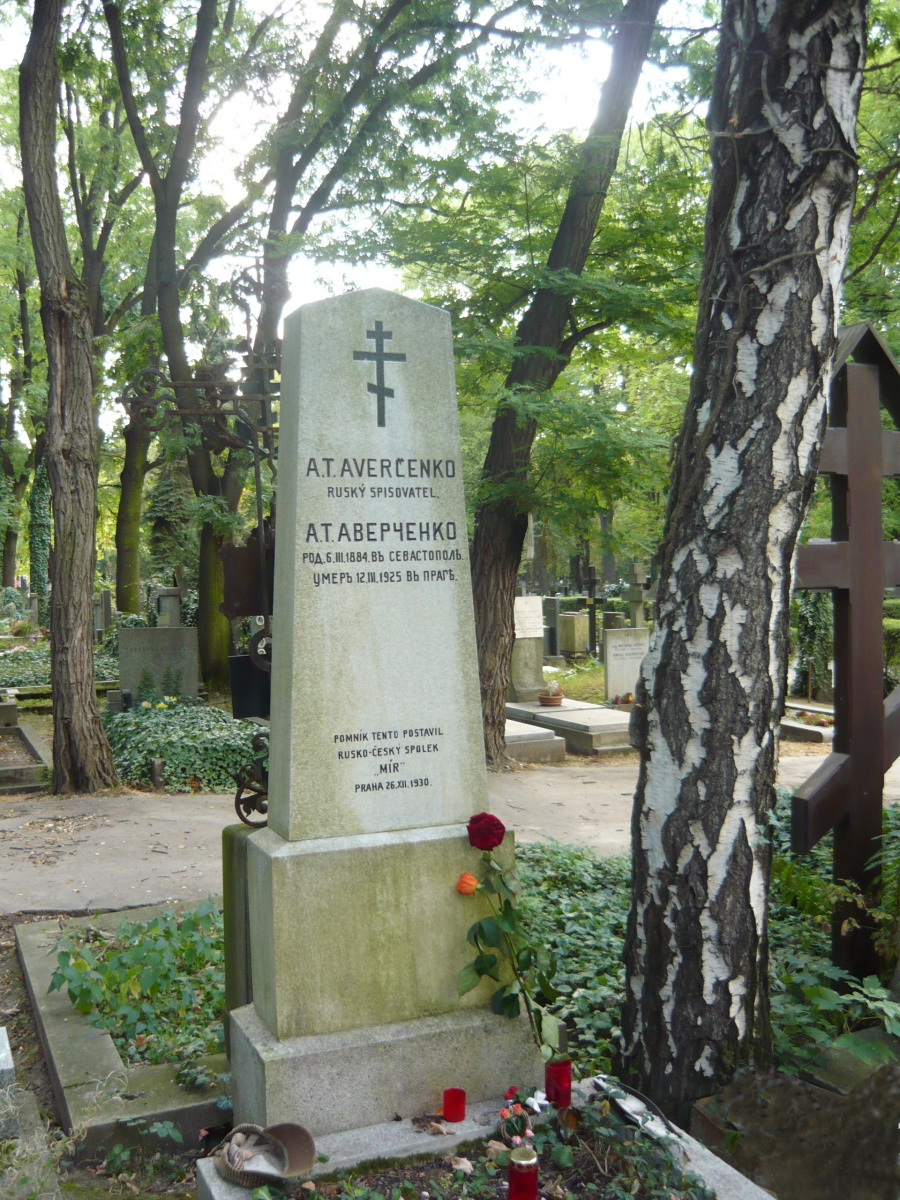
Tomba d'Avértxenko a Praga, cementiri d'Olšany

A Constantinoble, Avértxenko se sentia més o menys còmode, ja que en aquell moment hi havia un gran nombre de refugiats russos, emigrants blancs com ell.
El 1921 a París va publicar una antologia satírica, Una dotzena de ganivets al darrere de la revolució, rus: Дюжина ножей в спину революцииm on els herois, nobles, comerciants, funcionaris, militars i treballadors, recorden la vida del passat amb nostàlgia. El llibre va causar un fort rebuig a la premsa soviètica. En particular Nikolai Mesxeriakov el va denominar "l'humor del botxí". El mateix any, Avértxenko va publicar la col·lecció "Dotze retrats (en format Boudoir)", rus: Двенадцать портретов (в формате «Будуар»).
El 13 d'abril de 1922, Avértxenko es va traslladar a Sofia i després a Belgrad. Avértxenko no es va quedar durant molt de temps en cap d'aquestes ciutats,sinó que es va traslladar a Praga el 17 de juny de 1922 per fixar-hi la seva residència permanent. Va llogar una habitació a l'hotel "Zlata Gusa" a la plaça de Venceslau.
El 1923 el recull d'històries de l'emigració recopilades titulat "Notes de la ment simple", rus: Записки Простодушного, va ser publicat per l'editorial berlinesa Séber.
Treballant per al famós diari Prager Presse, Avértxenko va escriure moltes històries efervescents i enginyoses, que no obstant això expressaven un gran anhel per la seva terra natal.
El 1925, després d'una operació per treure-li un ull, Arkadi Avértxenko va quedar greument malalt. El 28 de gener va quedar en un estat gairebé inconscient en una clínica de la ciutat de Praga, amb un diagnòstic de debilitament del múscul cardíac, dilatació aòrtica i esclerosi dels ronyons. No van poder salvar-lo, i al matí del 12 de març de 1925 moria als 45 anys.
Avértxenko va ser enterrat al cementiri d'Olšany a Praga. El seu darrer treball va ser la novel·la "La broma de Mecenes", rus: Шутка Мецената, escrita a Sopot el 1923 i publicada el 1925 a Praga, després de la seva mort.